# George Parros
George Parros (né le 29 décembre 1979 à Washington dans l'État de Pennsylvanie aux États-Unis) est un joueur professionnel retraité américain de hockey sur glace évoluant comme attaquant.

## Carrière en club

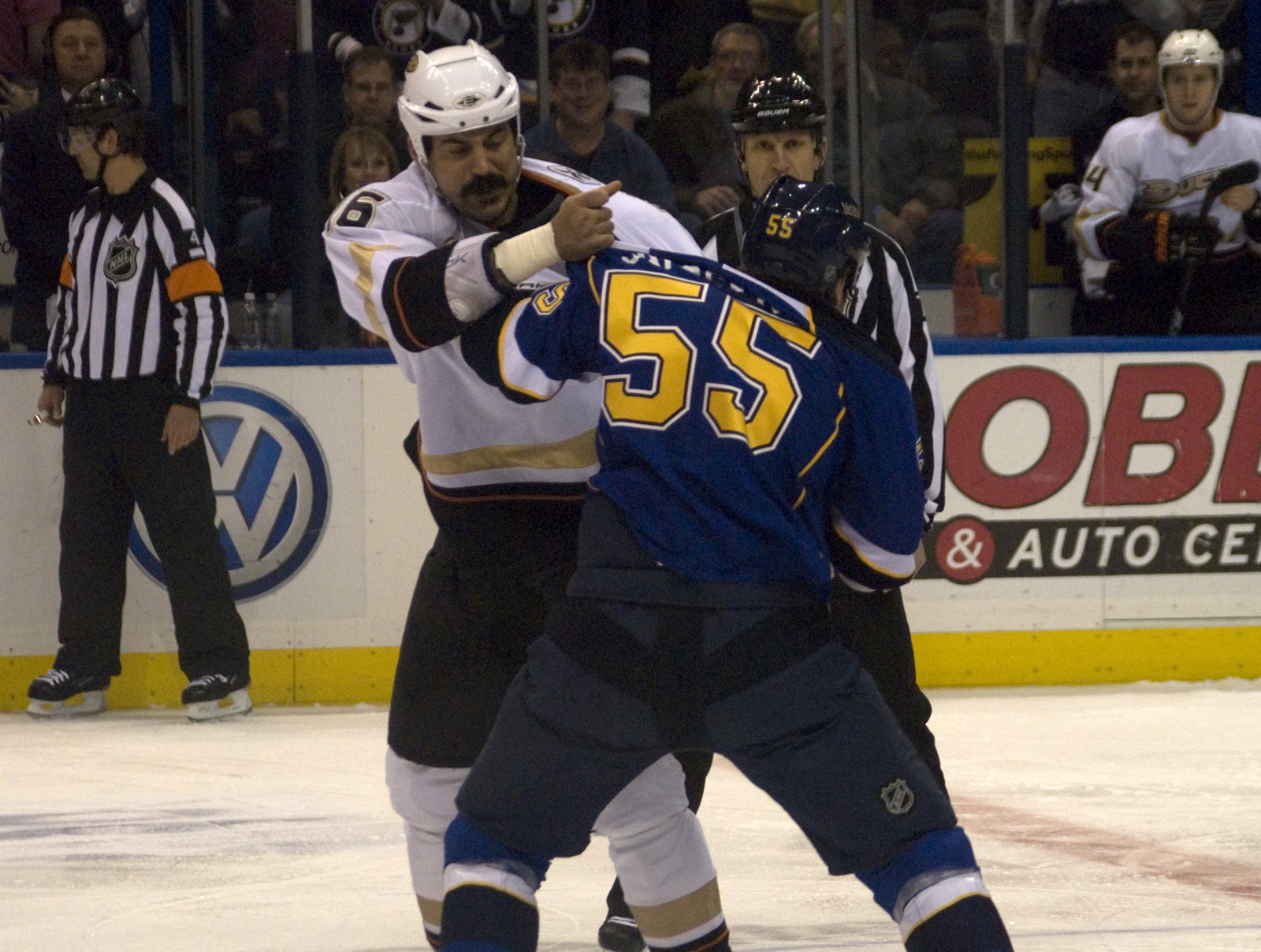
George Parros (en blanc, numéro 16) se bagarrant lors d’un match entre les Ducks d’Anaheim, son équipe de l’époque, et les Blues de Saint-Louis en 2011.

Il commence sa carrière en jouant pour le Freeze de Chicago de la North American Hockey League. En 1999, il est choisi par les Kings de Los Angeles lors du repêchage d'entrée dans la Ligue nationale de hockey. Il est alors choisi dans les derniers joueurs puisqu'il est le 222e joueur repêché lors du huitième tour.
Il ne fait pas ses débuts dans la LNH et commence alors par jouer dans le championnat universitaire (NCAA) pour l'université de Princeton au sein des Tigers de Princeton. Il joue alors quatre saisons avec les Tigers où il totalise 52 points et 111 minutes de pénalités. Lors de sa dernière année, il est le capitaine des Tigers.
Son diplôme en poche, il rejoint les rangs des joueurs de la Ligue américaine de hockey pour les Monarchs de Manchester, affiliés à la franchise des Kings. Sa meilleure saison est la saison 2004-05 avec 22 points et surtout 247 minutes de pénalités.
Pour la saison 2005-2006, il rejoint l'effectif des Kings et inscrit son premier but le 20 octobre contre les Stars de Dallas. Lors d'un match de la saison, il réalise un tour du chapeau dit « de Gordie Howe » au cours d'un match avec une passe décisive, un but et une pénalité majeure pour bagarre.
Au début de la saison suivante, il est réclamé par l'Avalanche du Colorado, les Kings ne souhaitant pas le garder. Il ne joue finalement que deux matchs avec l'Avalanche avant de rejoindre les Ducks d'Anaheim contre des choix de repêchages. Même s'il ne marque pas beaucoup de buts, ses actions musclées ravissent le public des Ducks et remporte la Coupe Stanley avec l'équipe 2006-2007 contre les Sénateurs d'Ottawa en cinq matchs. Il en profite pour être le joueur de la LNH à avoir participé au plus grand nombre de bagarres au cours de la saison.
Après six saisons avec les Ducks, Parros signe le 1er juillet 2012 un contrat de deux ans en tant qu'agent libre avec les Panthers de la Floride. Après une saison avec la Floride, il est échangé le 5 juillet 2013 aux Canadiens de Montréal contre Philippe Lefebvre et un choix de septième ronde au repêchage de 2014.
Le 1er octobre 2013, lors du match d'ouverture contre les Maple Leafs de Toronto, il engage un combat contre Colton Orr lors duquel il fait une violente chute et est transporté à l'hôpital après avoir a subi une commotion cérébrale, sans fracture.
Après une saison avec les Canadiens, il devient agent libre. Ne trouvant preneur, il annonce son retrait de la compétition le 5 décembre 2014.

## Statistiques de carrière
| Saison     | Équipe                 | Ligue      |     | Saison régulière | Saison régulière | Saison régulière | Saison régulière | Saison régulière |   | Séries éliminatoires | Séries éliminatoires | Séries éliminatoires | Séries éliminatoires | Séries éliminatoires |
| Saison     | Équipe                 | Ligue      | PJ  | B                | A                | Pts              | Pun              | PJ               | B | A                    | Pts                  | Pun                  |                      |                      |
| 1999-2000  | Tigers de Princeton    | NCAA       | 27  | 4                | 2                | 6                | 14               | -                | - | -                    | -                    | -                    |                      |                      |
| 2000-2001  | Tigers de Princeton    | NCAA       | 31  | 7                | 10               | 17               | 38               | -                | - | -                    | -                    | -                    |                      |                      |
| 2001-2002  | Tigers de Princeton    | NCAA       | 31  | 9                | 13               | 22               | 38               | -                | - | -                    | -                    | -                    |                      |                      |
| 2002-2003  | Tigers de Princeton    | NCAA       | 22  | 0                | 7                | 7                | 29               | -                | - | -                    | -                    | -                    |                      |                      |
| 2002-2003  | Monarchs de Manchester | LAH        | 9   | 0                | 1                | 1                | 7                | -                | - | -                    | -                    | -                    |                      |                      |
| 2003-2004  | Monarchs de Manchester | LAH        | 57  | 3                | 6                | 9                | 126              | 5                | 0 | 0                    | 0                    | 4                    |                      |                      |
| 2004-2005  | Royals de Reading      | ECHL       | 3   | 0                | 0                | 0                | 9                | -                | - | -                    | -                    | -                    |                      |                      |
| 2004-2005  | Monarchs de Manchester | LAH        | 67  | 14               | 8                | 22               | 247              | 6                | 1 | 1                    | 2                    | 27                   |                      |                      |
| 2005-2006  | Kings de Los Angeles   | LNH        | 55  | 2                | 3                | 5                | 138              | -                | - | -                    | -                    | -                    |                      |                      |
| 2006-2007  | Avalanche du Colorado  | LNH        | 2   | 0                | 0                | 0                | 0                | -                | - | -                    | -                    | -                    |                      |                      |
| 2006-2007  | Ducks d'Anaheim        | LNH        | 32  | 1                | 0                | 1                | 102              | 5                | 0 | 0                    | 0                    | 10                   |                      |                      |
| 2007-2008  | Ducks d'Anaheim        | LNH        | 69  | 1                | 4                | 5                | 183              | 1                | 0 | 0                    | 0                    | 0                    |                      |                      |
| 2008-2009  | Ducks d'Anaheim        | LNH        | 74  | 5                | 5                | 10               | 135              | 7                | 0 | 0                    | 0                    | 9                    |                      |                      |
| 2009-2010  | Ducks d'Anaheim        | LNH        | 57  | 4                | 0                | 4                | 136              | -                | - | -                    | -                    | -                    |                      |                      |
| 2010-2011  | Ducks d'Anaheim        | LNH        | 78  | 3                | 1                | 4                | 171              | 6                | 0 | 0                    | 0                    | 16                   |                      |                      |
| 2011-2012  | Ducks d'Anaheim        | LNH        | 46  | 1                | 3                | 4                | 85               | -                | - | -                    | -                    | -                    |                      |                      |
| 2012-2013  | Panthers de la Floride | LNH        | 39  | 1                | 1                | 2                | 57               | -                | - | -                    | -                    | -                    |                      |                      |
| 2013-2014  | Canadiens de Montréal  | LNH        | 22  | 0                | 1                | 1                | 85               | -                | - | -                    | -                    | -                    |                      |                      |
| Totaux LNH | Totaux LNH             | Totaux LNH | 474 | 18               | 18               | 36               | 1 092            | 19               | 0 | 0                    | 0                    | 35                   |                      |                      |